# Надгробие Мир Мохсуна Навваба
Надгробие Мир Мохсуна Навваба (азерб. Mir Möhsün Nəvvabın qəbirüstü abidəsi) – монументальный памятник республиканского значения, расположенный в городе Шуша и относящийся к Шушинскому государственно-архитектурному заповеднику. В 1960 году на могиле Мир Мохсуна Навваба по линии ЮНЕСКО были проведены ремонтные работы. Надгробие было зарегистрировано как историко-культурный памятник странового значения министерством культуры и туризма Азербайджанской Республики. После оккупации города Шуша в 1992 году армянскими вооружёнными силами был разрушен.

## История
Живший и творивший в Шуше азербайджанский учёный, поэт, художник, астроном, литературовед, каллиграф, историк и музыковед Мир Мохсун Навваб скончался в 1919 году. На могиле Навваба его сыном Мир Ибрагимом Агамирзаде была высечена надпись:
Великий Навваб покинул этот мир. Он был знатоком и видной личностью своей эпохи. Потомок святого рода, пречистый последователь пророка написал множество книг, оставив память о себе. Да покоится он с миром во все времена. Навваб ушел из жизни 29 числа месяца рабиуль-авваль 1919 года.
В 1957 году на могиле Навваба был изготовлен памятник-барельеф из красного мрамора, авторами которого стали скульптор Токай Мамедов и архитектор Расим Абдуррахманов. В 1960 году по линии ЮНЕСКО были проведены ремонтные работы на надгробии. После оккупации Шуши 9 мая 1992 года армянскими вооружёнными силами надгробие было разрушено.
После освобождения Шуши 7 ноября 2020 года вооружёнными силами Азербайджана были обнаружены остатки надгробия.